# 自行車店的高橋君
《自行車店的高橋君》是日本漫畫家創作的日本漫畫，於《トーチweb》2019年4月3日起連載中。截至2022年8月，單行本累積發行量突破100萬冊。入圍2022年漫畫大賞。原作以日本岐阜縣大垣市為主要背景舞台。
改編電視劇於2022年11月3日起在東京電視台「周四劇24」播出，由鈴木伸之主演。

## 電視劇
於2022年11月4日（3日深夜）至12月23日（22日深夜），在東京電視台深夜電視劇時段「周四劇24」，逢星期五0點30分 - 1點（星期四深夜）播放。主演為鈴木伸之（劇團EXILE）。描述不善與人來往的內向30歲女子，與笨拙但內心溫柔的年下不良的愛情故事。外景地為岐阜縣大垣市大垣市
臺灣由KKTV於11月4日起跟播。

### 演員列表

#### 主要人物
- 高橋遼平〈26〉：鈴木伸之（劇團EXILE) [2]

男主角。在岐阜經營自行車店「高橋Cycle」的不良青年。
- 飯野朋子〈30〉：內田理央[2]

女主角。在岐阜獨居生活的上班族。

#### 周邊人物
- 清水將也：柾木玲彌[5]

遼平的高中同學。中華料理店「中華飯店 将ちゃん」的繼承人。
- 佐藤貴美子：長井短[5]

朋子的同事。
- 山本耕起：瀨口黎彌[5]（FANTASTICS from EXILE TRIBE）

朋子的同事。一樣是來自東京。
- 河村佐由利：寺本莉緒[5]

朋子的後輩。
- 三輪照幸：木村文哉[5]

遼平的高中同學。喜愛動漫和漫畫。
- 飯野聰子：濱田麻里[5]

朋子的母親。
- 高橋惣司：齊木茂[5]

遼平的祖父。

### 製作人員
- 原作：松虫あられ『自転車屋さんの高橋くん』（リイド社刊）[6]
- 劇本：北川亞矢子[5]
- 片頭曲：THE BEAT GARDEN（Universal Sigma）[7]
- 片尾曲：鈴木伸之（Sony Music Labels）[8]
- 導演：太田勇（東京電視台）、八重樫風雅、山下久義
- 製作人：太田勇（東京電視台）、森永恭平（LesPros娛樂）、後藤和弘（isai）
- 企劃協力：LDH JAPAN
- 製作協力：isai
- 製作：東京電視台 、 LesPros娛樂
- 製作著作：「自転車屋さんの高橋くん」製作委員会

## 外部連結
- トーチweb 自転車屋さんの高橋くん｜リイド社 （页面存档备份，存于）（日語）
- 【木ドラ24】自転車屋さんの高橋くん｜テレビ東京・BSテレ東 （页面存档备份，存于）（日語）
- 木ドラ24「自転車屋さんの高橋くん」公式【テレビ東京】 （页面存档备份，存于） (@tx_takahashikun) - Instagram（日語）
- 自転車屋さんの高橋くん(公式) （页面存档备份，存于） (@TAKAHASHI_cycle) - Twitter（日語）